# Mechanitis menapis
Mechanitis menapis is een vlinder uit de familie Nymphalidae. De wetenschappelijke naam van de soort is voor het eerst geldig gepubliceerd in 1855 door William Chapman Hewitson.

## Kenmerken
De spanwijdte bedraagt 7,5 tot 8 cm.

## Leefwijze
Beide geslachten bezoeken de bloemen van Inga, Senecio en Eupatorium

## Verspreiding en leefgebied
Deze vlindersoort komt voor in de oerwouden van Mexico tot Ecuador op berghellingen op een hoogte van 700 tot 2000 meter.

## De rups en zijn waardplanten
De waardplanten zijn Solanum hispidum, Solanum torvum en andere Solanumsoorten uit de familie Solanaceae.